# Retour à la cité lacustre
 (janvier 2022).
Si vous disposez d'ouvrages ou d'articles de référence ou si vous connaissez des sites web de qualité traitant du thème abordé ici, merci de compléter l'article en donnant les références utiles à sa vérifiabilité et en les liant à la section « Notes et références ».

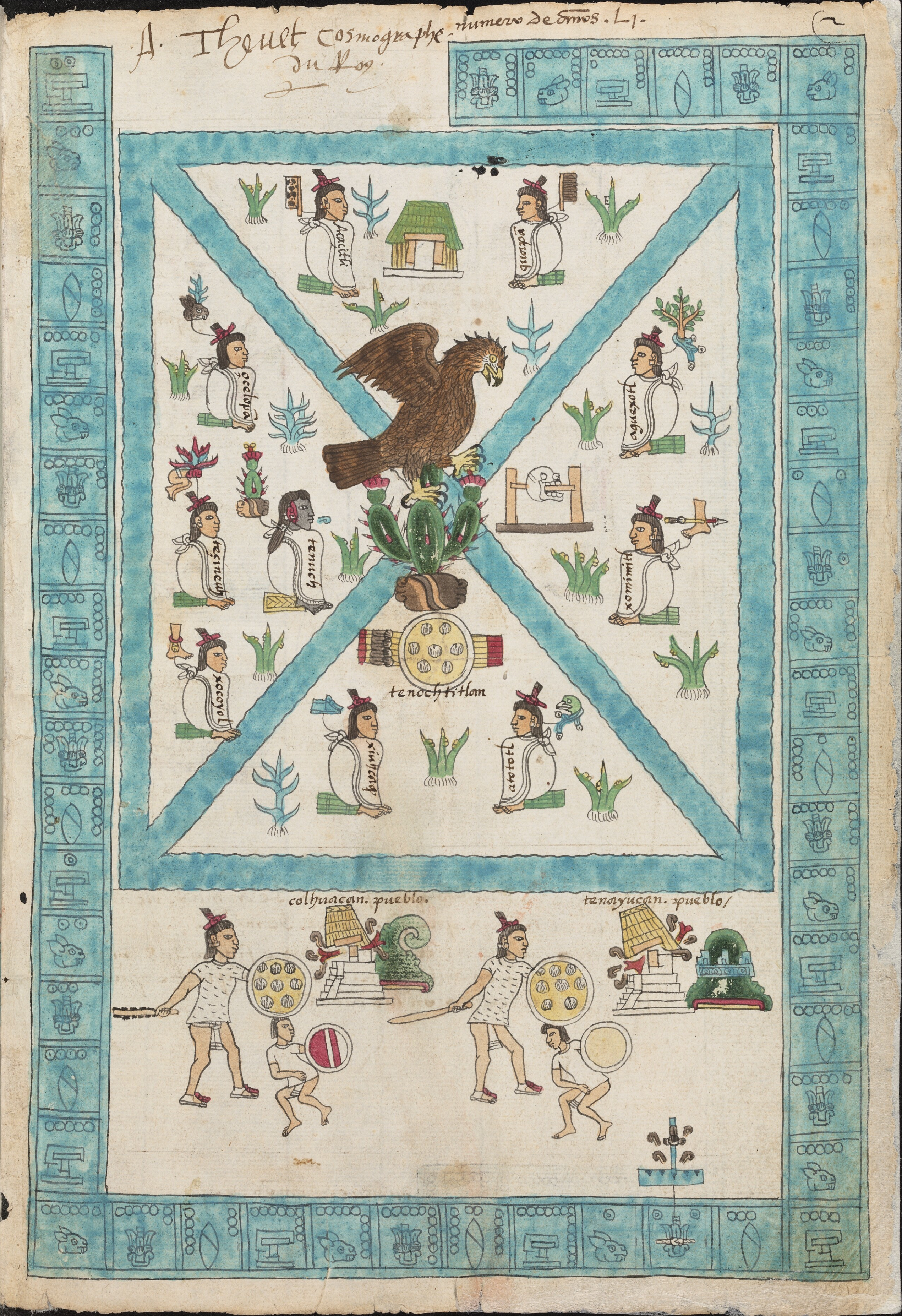
Codex Mendoza (1541) représentant le système hydraulique de Tenochtitlan.

Le retour à la cité lacustre est un projet urbain et écologique de la récupération des lacs de la vallée de Mexico.

## Hydrographie de Tenochtitlán
Le système hydraulique de Tenochtitlán, la capitale de l'empire aztèque, se composait de cinq lacs : Texcoco, Xochimilco, Chalco, Xaltocan et Zumpango. La séparation entre ces lacs était en partie naturelle, l'eau douce des lacs Xochimilco et Chalco se distinguait de l'eau salée de Texcoco ; elle  résultait également de digues construites par les Aztèques sur le « lac de la Lune », immense retenue d'eau à l'intérieur d'une dépression délimitée par un volcan massif (cas unique au monde, avec le lac Kivu). Au milieu du XVe siècle, les Aztèques construisirent des digues-ruelles qui relieront la cité aux chinampas de Xochimilco. À cette époque certaines zones de pêche étaient réservées exclusivement aux habitants de Tenochtitlán, les Tenochcas.
Ces lacs englobaient 2 000 km². L'hégémonie politique, économique et militaire de l'empire aztèque dépendait, en partie, de la capacité de ce peuple à exploiter économiquement les lacs. Cependant, de graves inondations dévastèrent la ville en 1382, 1449 et en 1500. De plus, les classes populaires souffraient des émanations salpêtreuses résultant de la décomposition des feldspaths sodiques et potassiques qui entraient en contact avec l'eau. Avec la prise de Tenochtitlán il y a plus de cinq cents ans commença l'assèchement des grands lacs du bassin de la vallée de Mexico.

## Mort préméditée de la cité lacustre
Pendant plus de quatre siècles, divers travaux d'infrastructure furent conçus pour vider la vallée de Mexico de son eau. Au XVIIe siècle, on distingue l'écoulement de Huehuetoca qui permit l'évacuation des eaux du lac en temps de pluie. Au début du XXe siècle, Porfirio Díaz décida d'assécher la vallée de Mexico. Finalement, le projet de drainage profond qui avait été engagé à la fin du gouvernement de Gustavo Díaz Ordaz continua avec le  dessèchement.  

## Projet Texcoco
À partir de 1965, le projet « Lac de Texcoco, sauvetage hydrologique » (en espagnol Proyecto Lago de Texcoco, rescate hidrológico), dirigé par les ingénieurs mexicains Nabor Carrillo et Gerardo Cruickshank, prétend sauver l'antique lac de Texcoco au moyen du traitement des eaux résiduelles pour recommencer à l'alimenter.  Nabor Carrillo proposait une stratégie pour en finir avec les inondations, approvisionner en eau la zone métropolitaine, recharger les aquifères et assainir l'air. Carrillo meurt en 1967, mais en juin 1971 se crée la Commission du lac de Texcoco (Comisión del Lago de Texcoco) au sein du Secrétariat des Ressources Hydrauliques. On assigne dix mille hectares au projet, à charge de Cruickshank.
Grâce à ce projet, le lac Doctor Nabor Carrillo dispose actuellement d'une surface de barrage de mille hectares et une capacité de stockage de 36 millions de mètres cubes.

## Réinvention de la cité lacustre
Inspirés du Projet Texcoco mais de manière plus ambitieuse, un groupe d'architectes (en particulier Teodoro González de León et Alberto Kalach), d'urbanistes, d'ingénieurs, de philosophes, de personnalités politiques et de biologistes mexicains ont repris l'esprit du projet Texcoco pour proposer le retour à la cité lacustre. Un tel projet prétend contribuer à l'approvisionnement et l'utilisation de l'eau dans la zone métropolitaine, la création de nouveaux espaces publics, l'amélioration de la qualité de l'air et la planification des zones habitées dans la zone métropolitaine de la vallée de Mexico.